# Jardim do Passeio Alegre
O Jardim do Passeio Alegre é um jardim na Foz do Douro, na freguesia atual de Aldoar, Foz do Douro e Nevogilde da cidade do Porto, em Portugal, projectado pelo arquitecto paisagista Émile David.

## Passeio Alegre
O Jardim integra-se num conjunto urbano designado por Passeio Alegre que se encontra classificado como Imóvel de Interesse Público (IIP) desde 1993. O Passeio Alegre engloba  no seu interior ou nas suas imediações diversos monumentos e património classificado:
- Casa de Margarida Rosa Pereira Machado ou casa do Visconde de Oliveira
- Casa dos Oliveira Maya
- Capela de Nossa Senhora da Lapa ou capela dos Mareantes
- Chafariz do Passeio Alegre (MN)
- Conjunto de imóveis na Rua do Passeio Alegre (IIP)
- Dois obeliscos da Quinta da Prelada (IIP)
- Farol de São Miguel-O-Anjo (IIP)
- Farolim da Cantareira
- Farolim de Felgueiras
- Forte de São João Baptista (IIP)
- Igreja de São João Baptista (VC)
- Marégrafo da Foz do Douro
- Quiosque no Jardim do Passeio Alegre, Chalet do Carneiro ou Chalet Suíço (IM)
- Passos da freguesia de São João da Foz do Douro  (IM)
- Obeliscos da Quinta da Prelada (séc. XVIII), de Nicolau Nasoni.[2]